# Hayle

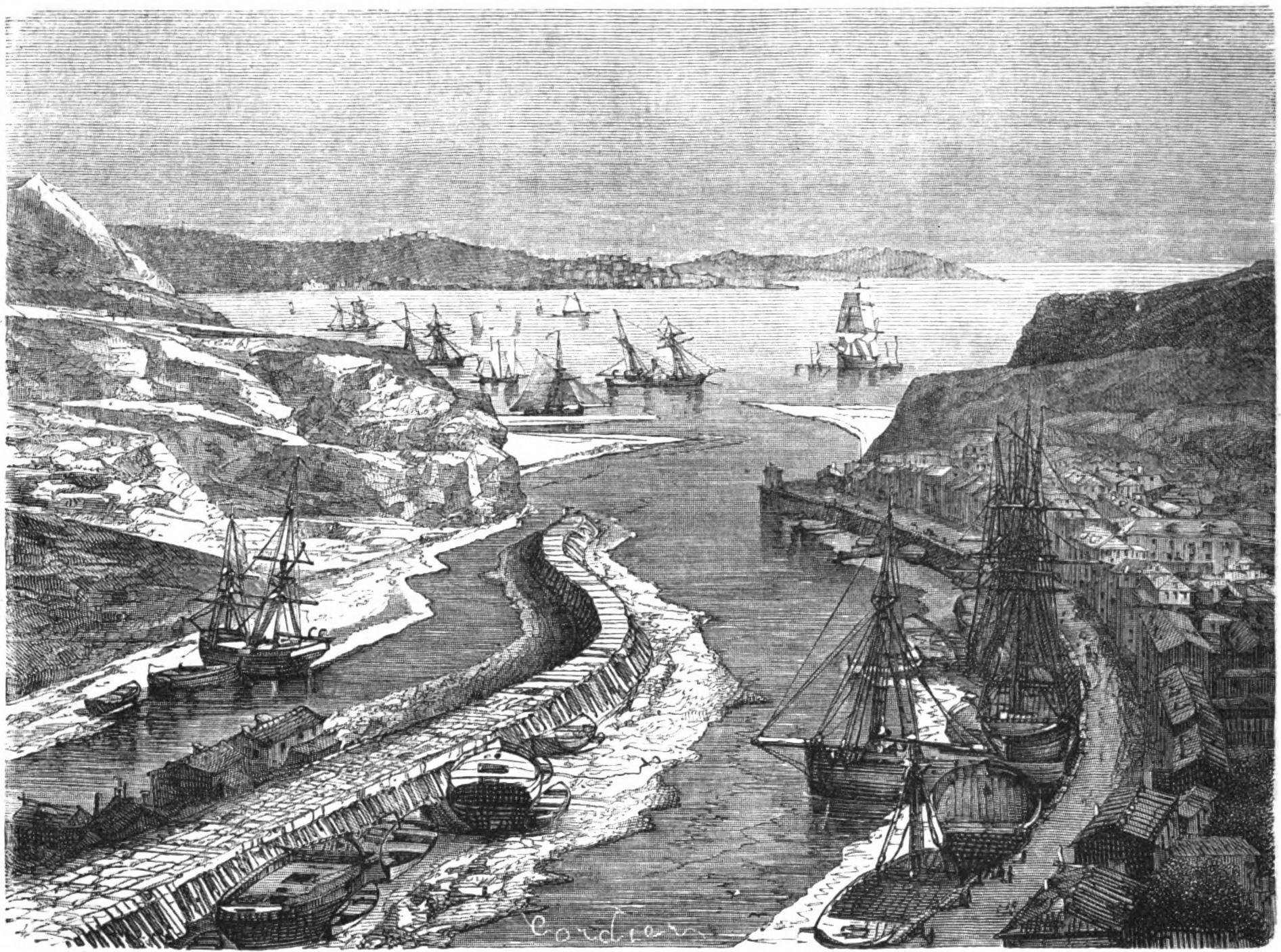
Zicht op zee vanuit Hayle (1865)

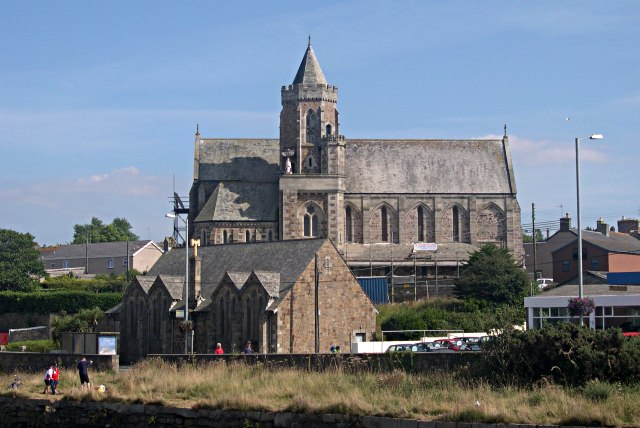
Parochiekerk van Hayle

Hayle is een civil parish in het Engelse graafschap Cornwall. De plaats telt 8939 inwoners.

## Geschiedenis
Bij Hayle zijn er tekenen van bewoning gevonden die teruggaan tot de bronstijd.
De moderne stad Hayle is voornamelijk tot stand gekomen tijdens de 18e-eeuwse Industriële revolutie. Het begon als een haven, met voornamelijk de aanvoer van steenkool en de afvoer van erts. In het naburige Angarrack was in 1704 een tinsmelterij gebouwd en bij Hayle kwam de steenkool Zuid-Wales aan land om per muilezel vervoerd te worden naar Angarrack.
In 1758 verhuisde de Cornish Copper Company van Camborne naar Hayle. Er kwam een kopersmelterij in Ventonleague, het huidige Copperhouse Creek, en was zeer succesvol. De maatschappij liet een kanaal graven om de aanvoer te vergemakkelijken en er werd land aangekocht om huizen te bouwen voor de arbeiders. Bij het productieproces kwam veel afval, slak, vrij. Dit werd gegoten in grote donkere bakstenen, ook wel "Scoria Blocks" genoemd, wat een zeer bruikbaar bouwmateriaal was. In veel gebouwen van Hayle zijn deze stenen nog terug te vinden.
In 1779 richtte John Harvey, een smid uit het nabijgelegen Carnhell Green, een kleine gieterij en machinefabriek op. Hij kreeg werk van lokale mijnbouwbedrijven en zijn bedrijf was zeer succesvol. Omstreeks 1800 had Harvey & Co meer dan 50 arbeiders in dienst. Harvey & Co was ook de maker van stoommachines die lokaal werden afgezet, maar ook werden geëxporteerd. De grootste gingen naar Nederland voor de drie gemalen om de Haarlemmermeerpolder droog te leggen, alleen in het Gemaal De Cruquius is de stoommachine nog behouden. Het was tegelijk een belangrijke scheepswerf.
Tussen Harvey & Co en de Cornish Copper Company was er veel rivaliteit. Er ontstonden regelmatig geschillen over de toegang tot de zee, aangezien de Cornish Copper Company de controle had over het dok en de schutsluis bij Copperhouse. Harvey besloot daarop een eigen haven te bouwen door Penpol Creek te verdiepen en daar een dok te bouwen.
Tussen 1831 en 1861 exploiteerde de Hayle and Bristol Steam Packet Company veerdiensten tussen Hayle, Ilfracombe en Bristol. In 1837 kwam er een aansluiting op de Hayle-Redruth spoorlijn. De Hayle Railway vervoerde goederen en passagiers, maar de vallei tussen de plaatsten was steil en dit leverde een probleem op. Dit kwam in 1852 tot een einde, een nieuwe spoorlijn werd geopend en de Angarrack-viaduct overspande de vallei.
Harvey & Co bereikte zijn hoogtepunt in het midden van de 19e eeuw en daarna zette een lange en langzame neergang in. Andere bedrijven en machinefabrieken kampten met hetzelfde probleem. In 1875 nam Harvey & Co nog de Cornish Copper Company over, maar dit stopte de neergang niet. De machinefabriek en de gieterij werden in 1903 gesloten, het bedrijf bleef bestaan en fuseerde in 1969 met UBM om verder te gaan als Harvey-UBM.
In 1888 kwam er een explosievenfabriek bij Hayle, de National Explosive Works. Het kwam buiten de stad in Upton Towans, die al snel de bijnaam "Dynamite Towans" kreeg, want het ging wel eens mis. Het was gebouwd om de lokale mijnbouwindustrie van explosieven te voorzien, maar het leger werd ook snel een belangrijke afnemer. Tijdens de Eerste Wereldoorlog waren er meer dan 1500 mensen werkzaam. Dit bedrijf ging dicht in 1920, maar tot in de jaren 1960 werden het terrein gebruik voor de opslag van explosieven.
Door de ligging aan zee en de aanwezige zandstranden is Hayle een vakantiebestemming. Er zijn veel hotels en andere accommodaties voor de toeristen. In de zandduinen zijn ook vakantiedorpen en campings.
Het stadsgezicht van Hayle en de historische haven maken deel uit van het Mijnlandschap van Cornwall en West Devon die op de Werelderfgoedlijst staat.
Civil parishes in het ceremoniële graafschap Cornwall:

Advent · 
Altarnun · 
Antony · 
Blisland · 
Boconnoc · 
Bodmin · 
Botusfleming · 
Boyton · 
Breage · 
Broadoak · 
Bryher · 
Bude-Stratton · 
Budock · 
Callington · 
Calstock · 
Camborne · 
Camelford · 
Cardinham · 
Carharrack · 
Carn Brea · 
Chacewater · 
Colan · 
Constantine · 
Crantock · 
Crowan · 
Cubert · 
Cuby · 
Cury · 
Davidstow · 
Deviock · 
Dobwalls and Trewidland · 
Duloe · 
Egloshayle · 
Egloskerry · 
Falmouth · 
Feock · 
Forrabury and Minster · 
Fowey · 
Germoe · 
Gerrans · 
Grade-Ruan · 
Grampound with Creed · 
Gunwalloe · 
Gweek · 
Gwennap · 
Gwinear-Gwithian · 
Hayle · 
Helland · 
Helston · 
Illogan · 
Jacobstow · 
Kea · 
Kenwyn · 
Kilkhampton · 
Ladock · 
Landewednack · 
Landrake with St. Erney · 
Landulph · 
Laneast · 
Lanhydrock · 
Lanivet · 
Lanlivery · 
Lanner · 
Lanreath · 
Lansallos · 
Lanteglos · 
Launcells · 
Launceston · 
Lawhitton Rural · 
Lesnewth · 
Lewannick · 
Lezant · 
Linkinhorne · 
Liskeard · 
Looe · 
Lostwithiel · 
Ludgvan · 
Luxulyan · 
Mabe · 
Madron · 
Maker-with-Rame · 
Manaccan · 
Marazion · 
Marhamchurch · 
Mawgan-in-Meneage · 
Mawgan-in-Pydar · 
Mawnan · 
Menheniot · 
Mevagissey · 
Michaelstow · 
Millbrook · 
Morvah · 
Morval · 
Morwenstow · 
Mullion · 
Mylor · 
Newquay · 
North Hill · 
North Petherwin · 
North Tamerton · 
Otterham · 
Padstow · 
Paul · 
Pelynt · 
Penryn · 
Penzance · 
Perranarworthal · 
Perranuthnoe · 
Perranzabuloe · 
Philleigh · 
Pillaton · 
Porthleven · 
Portreath · 
Poundstock · 
Probus · 
Quethiock · 
Redruth · 
Roche · 
Ruanlanihorne · 
Saltash · 
Sancreed · 
Sennen · 
Sheviock · 
Sithney · 
South Hill · 
South Petherwin · 
St. Agnes (Scilly-eilanden) · 
St. Agnes (Cornwall) · 
St Allen · 
St. Anthony-in-Meneage · 
St. Blaise · 
St. Breock · 
St. Breward · 
St. Buryan · 
St. Cleer · 
St. Clement · 
St. Clether · 
St. Columb Major · 
St. Day · 
St. Dennis · 
St. Dominick · 
St. Endellion · 
St. Enoder · 
St. Erme · 
St Erth · 
St. Ervan · 
St. Eval · 
St. Ewe · 
St. Gennys · 
St Germans · 
St. Gluvias · 
St. Goran · 
St. Hilary · 
St Issey · 
St Ive · 
St Ives · 
St John · 
St. Juliot · 
St Just · 
St. Just-in-Roseland · 
St Keverne · 
St Kew · 
St. Keyne · 
St Levan · 
St. Mabyn · 
St. Martin-by-Looe · 
St Martin-in-Meneage · 
St. Martin's · 
St. Mary's · 
St. Mellion · 
St Merryn · 
St Mewan · 
St. Michael Caerhays · 
St. Michael Penkevil · 
St Michael's Mount · 
St. Minver Highlands · 
St. Minver Lowlands · 
St Neot · 
St. Newlyn East · 
St. Pinnock · 
St. Sampson · 
St Stephen-in-Brannel · 
St. Stephens by Launceston Rural · 
St. Teath · 
St. Thomas the Apostle Rural · 
St Tudy · 
St Veep · 
St. Wenn · 
St Winnow · 
Stithians · 
Stokeclimsland · 
Tintagel · 
Torpoint · 
Towednack · 
Tregoney · 
Tremaine · 
Treneglos · 
Tresco · 
Tresmeer · 
Trevalga · 
Treverbyn · 
Trewen · 
Truro · 
Tywardreath and Par · 
Veryan · 
Wadebridge · 
Warbstow · 
Warleggan · 
Week St. Mary · 
Wendron · 
Werrington · 
Whitstone · 
Withiel · 
Zennor